# Geodetický efekt

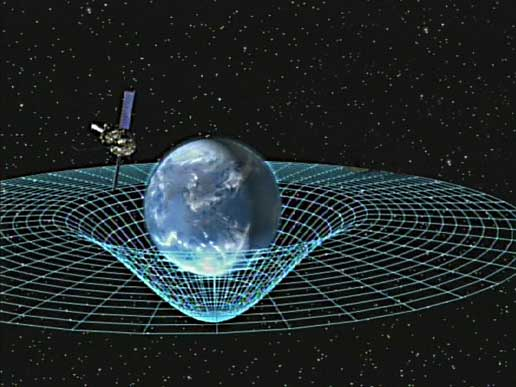
Znázornění geodetického efektu.

Geodetický efekt (také známý jako geodetická precese, de Sitterova precese nebo de Sitterův efekt) představuje vliv zakřivení časoprostoru, předpovídaného obecnou teorií relativity, na vektor unášený spolu s obíhajícím tělesem. Vektor je například moment hybnosti gyroskopu obíhajícího kolem Země, jak bylo provedeno experimentem Gravity Probe B. Geodetický efekt poprvé předpověděl Willem de Sitter v roce 1916, který poskytl relativistické korekce pohybu Země - Měsíce. Práce De Sittera byla rozšířena v roce 1918 Janem Schoutenem a v roce 1920 Adriaanem Fokkerem. Efekt lze také aplikovat na zvláštní sekulární precese astronomických oběžných drah, ekvivalent rotace Laplace-Runge-Lenzova vektoru.
Termín geodetický efekt má dva mírně odlišné významy, protože pohybující se těleso může být otáčející nebo neotáčející. Neotáčející tělesa se pohybují po geodetikách, zatímco rotující se těleso se pohybuje v mírně odlišných drahách.
Rozdíl mezi de Sitterovou precesí a precesí Lensův-Thirringův jev (strhávání časoprostoru) je ten, že de Sitterův efekt je způsoben pouze přítomností centrální hmoty, zatímco strhávání časoprostoru je způsobeno rotací centrální hmoty. Celková precese se vypočítá spojením de Sitterovy precese s precesí Lense–Thirringa.

## Experimentální potvrzení
Geodetický efekt byl ověřen na přesnost lepší než 0,5 % pomocí Gravity Probe B, což byl experiment, který měřil naklonění rotační osy gyroskopů na oběžné dráze kolem Země. První výsledky byly vyhlášeny 14. dubna 2007 na zasedání Americké společnosti pro fyziku.